# Christine Fernandes
 (mai 2018).
Si vous disposez d'ouvrages ou d'articles de référence ou si vous connaissez des sites web de qualité traitant du thème abordé ici, merci de compléter l'article en donnant les références utiles à sa vérifiabilité et en les liant à la section « Notes et références ».
Christine Fernandes Alves (née  le 1er mars 1968 à Chicago) est une actrice américano-brésilienne.

## Biographie
Christine Fernandes est née à Chicago, Illinois, fille de Maria Helena et Antônio Fernandes, parents brésiliens. Elle est née et a vécu jusqu'à l'âge de 3 ans aux États-Unis, puis sa famille est retournée au Brésil, à Rio de Janeiro.
De treize à seize ans, elle était joueuse de volleyball. Peu après, elle a commencé à modeler. À 17 ans, elle est retournée aux États-Unis pour fréquenter l'école secondaire en Californie. Quand elle a eu 18 ans, elle a déménagé au Japon et a vécu à Tokyo pendant deux ans en travaillant comme modèle photographique.

## Filmographie

### Télévision
- 1995 : Quatro por Quatro : La petite amie de Ralado
- 1995 : Une histoire d'amour : Marininha
- 1996 : Você Decide : Clara
- 1996 : Perdidos de Amor : Maria Luísa
- 1998 : Você Decide : Amanda
- 1998 : Você Decide : Viviane
- 1998 : Caça Talentos : Melissa
- 1998 : Labirinto : Dora
- 1999 : Chiquinha Gonzaga: Alzira
- 2000 : Esplendor : Flávia Regina
- 2001 : Estrela-Guia : Lalá Gouveia
- 2003 : Kubanacan : Blanca Paiani
- 2005 : Essas Mulheres : Aurélia Lemos Camargo
- 2006 : Le Roman de la vie : Simone Bueno
- 2008 : A Favorita : Rita Porto
- 2009 : Superbonita : Présentateur invité[1]
- 2009 : Viver a Vida : Ariane Vidigal
- 2010 : Dança dos Famosos 7 : Participant
- 2010 : A Vida Alheia : Melina Rosa
- 2010 : Diversão.com : Paula
- 2011 : Saia Justa : Présentateur
- 2012 : As Brasileiras : Lili Galhardo
- 2012 : Avenida Brasil : Mônica
- 2012 : Cheias de Charme : Scarlet Benson
- 2013 : Louco por Elas : Margot[2]
- 2013 : Super Chef Celebridades : Participant
- 2017 : O Rico e Lázaro : Sammu-Ramat
- 2018 : Orgulho e Paixão : Josephine Tibúrcio

### Cinéma
- 1999 : O Trapalhão e a Luz Azul : Princess Allim/Milla
- 2000 : Duas Vezes com Helena : Helena
- 2001 : Amores Possíveis : Secrétaire de l'agence de réunion
- 2001 : O Xangô de Baker Street: Albertina
- 2002 : Lara : Odete Lara
- 2003 : Rua 6, Sem Número : Maíra
- 2005 : Mais uma Vez Amor : Clara
- 2012 : De Pernas pro Ar 2 : Vitória Prattes
- 2014 : Os Caras de Pau em O Misterioso Roubo do Anel : Gracinha de Medeiros[3]
- 2015 : Bem Casados : Laura
- 2016 : My Hindu Friend : Dr. Virgínia

### Théâtre
- 2007 : Hedda Gabler - Henrik Ibsen : Hedda Gabler